# Fernando Collor de Mello
Fernando Alfonso Collor de Mello (ur. 12 sierpnia 1949 w Rio de Janeiro) – brazylijski polityk i prezydent kraju w latach 1990-1992.

## Życiorys
Urodził się w politycznie znaczącej rodzinie. Jego ojciec, Arnon de Mello, był gubernatorem oraz senatorem ze stanu Alagoas. W 1976 Fernando został prezesem klubu piłkarskiego Centro Sportivo Alagoano. Następnie, wykorzystując zdobyty rozgłos, zajął się działalnością polityczną.
W 1979 został wybrany burmistrzem stolicy Alagoas Maceió z ramienia ARENY, partii rządzącej junty wojskowej. W 1982 został deputowanym z ramienia Partii Socjaldemokratycznej, a w 1986 – gubernatorem Alagoas (wtedy był już członkiem Brazylijskiego Ruchu Demokratycznego).
Jako gubernator małego stanu zyskał ogólnokrajowy rozgłos walką ze zbyt wysokimi pensjami dla urzędników, co pomogło mu w późniejszej walce o prezydenturę.
W wyborach 1989 Collor, nazywany przedtem „człowiekiem znikąd” pokonał w drugiej turze późniejszego prezydenta Luiza Inácio Lulę da Silvę (w kampanii powiedział o Luli, że „rewolucjonista nie może być prezydentem”. Collor, związany wówczas z Narodową Partią Rekonstrukcji, był pierwszym prezydentem wybranym w wyborach powszechnych od 1960.
Po objęciu urzędu rząd Collora zmagał się z hiperinflacją, którą udało mu się wprawdzie zredukować, ale wielu uważało, iż koszty tego były dla ludzi zbyt wielkie (i że spowodowało to duże problemy w przyszłości). Szczególne kontrowersje wywołało zamrożenie pieniędzy z wielu kont prywatnych. Za prezydentury Collora nastąpił też koniec moratorium na spłatę zagranicznych długów i początek renegocjacji, prywatyzacja wielu państwowych przedsiębiorstw oraz udział Brazylii w stworzeniu wspólnego rynku w Ameryce Południowej.
Ogólnie polityka gospodarcza Collora uchodziła za neoliberalną.
Po niespełna półtora roku prezydentury został oskarżony przez swego brata Pedra o korupcję. Spowodowało to masowe demonstracje przeciwko prezydentowi oraz wszczęcie przez Kongres procedury usunięcia z urzędu. Aby uniknąć wyroku skazującego, ustąpił z urzędu 29 grudnia 1992 (wiceprezydent Itamar Franco pełnił jego obowiązki od 2 października, aby następnie formalnie przejąć urząd). Collor nigdy nie przyznał się do winy i w 1994 Sąd Najwyższy z przyczyn technicznych formalnie oczyścił go z zarzutów na gruncie braku wystarczających dowodów, co nie równało się przywróceniu praw politycznych, zawieszonych na osiem lat.
W 2000 próbował kandydować na burmistrza São Paulo, został skreślony z listy kandydatów, albowiem okres zawieszenia praw jeszcze nie upłynął.
Po wygaśnięciu zakazu kandydował ponownie na gubernatora rodzinnego stanu w 2002 (tym razem z ramienia Brazylijskiej Partii Odnowy Pracy), ale przegrał z ubiegającym się o drugą kadencję Ronaldo Lessą. Była to jego pierwsza porażka wyborcza.
Jednakże w 2006 udało mu się zdobyć mandat senatora federalnego (pokonując Lessę). Obecnie jest członkiem Brazylijskiej Partii Pracy.

## Odznaczenia
Brazylijskie
- Krzyż Wielki Orderu Narodowego Zasługi (1990) – ex officio
- Krzyż Wielki Orderu Zasługi Sił Zbrojnych (1990) – ex officio
- Krzyż Wielki Orderu Zasługi Marynarskiej (1990) – ex officio
- Krzyż Wielki Orderu Zasługi Wojskowej (1990) – ex officio
- Krzyż Wielki Orderu Zasługi Lotniczej (1990) – ex officio
- Krzyż Wielki Orderu Rio Branco (1990) – ex officio
- Krzyż Wielki Orderu Zasługi Sądownictwa Wojskowego (1990) – ex officio
- Krzyż Złoty Medalu Zasługi Mauá (1990) – ex officio
- Medal Zasługi Tamandaré
- Wielki Medal Konspiracji Minas Gerais
- Krzyż Wielki Orderu Zasługi Pracy (1990) – ex officio
- Krzyż Wielki Orderu Zasługi Sądownictwa Pracy (1990) – ex officio
- Krzyż Wielki Orderu Zasługi Komunikacyjnej (1990) – ex officio
- Wielki Oficer Orderu Kongresu Narodowego
- Komandor Orderu Inpirangi
- Order Zasługi Tocantins
- Medal Przyjaciela Marynarki

Zagraniczne
- Łańcuch Orderu Wyzwoliciela San Martina (Argentyna))
- Łańcuch Orderu Zasługi (Chile)
- Łańcuch Orderu Orła Azteckiego (Meksyk)
- Łańcuch Orderu Kondora Andów (Boliwia)
- Łańcuch Orderu Wieży i Miecza (Portugalia)
- Łańcuch Orderu Zasługi (Ekwador)
- Łańcuch Orderu Zasługi (Zakon Maltański)
- Łańcuch Orderu Izabeli Katolickiej (Hiszpania)
- Łańcuch Orderu Korony Królestwa (Malezja)
- Łańcuch Orderu Zasługi (Paragwaj)
- Łańcuch Orderu Boyacá (Kolumbia)
- Łańcuch Orderu Przyjaźni i Pokoju (Mozambik)
- Łańcuch Orderu Oswobodziciela (Wenezuela)
- Łańcuch Orderu Zasługi Republiki (Włochy)
- Łańcuch Orderu Generała José Estrady (Nikaragua)